# Lambayong
Lambayong is een gemeente in de Filipijnse provincie Sultan Kudarat op het eiland Mindanao. Bij de laatste census in 2007 had de gemeente ruim 60 duizend inwoners.

## Geografie

### Bestuurlijke indeling
Lambayong is onderverdeeld in de volgende 26 barangays:
| - Caridad - Didtaras - Gansing - Kabulakan - Kapingkong - Katitisan - Lagao - Lilit - Madanding - Maligaya - Mamali - Matiompong - Midtapok - New Cebu | - Palumbi - Pidtiguian - Pimbalayan - Pinguiaman - Poblacion - Sadsalan - Seneben - Sigayan - Tambak - Tinumigues - Tumiao - Udtong |

## Demografie
Lambayong had bij de census van 2007 een inwoneraantal van 60.372 mensen. Dit zijn 9.180 mensen (17,9%) meer dan bij de vorige census van 2000. De gemiddelde jaarlijkse groei komt daarmee uit op 2,30%, hetgeen hoger is dan het landelijk jaarlijks gemiddelde over deze periode (2,04%). Vergeleken met de census van 1995 is het aantal mensen met 13.736 (29,5%) toegenomen.

De bevolkingsdichtheid van Lambayong was ten tijde van de laatste census, met 60.372 inwoners op 226,88 km², 205,6 mensen per km².